# 驅逐摩里斯科人
1609年4月9日，西班牙国王腓力三世下令驅逐摩里斯科人。摩里斯科人是西班牙穆斯林后裔，曾被迫改信基督教。由于西班牙在美洲进行战争，感到受到土耳其人在西班牙沿海的袭击威胁，并在伊斯兰教在西班牙被禁止的一个世纪内发生了两次摩里斯科人的起义，驱逐行动可能是对西班牙帝国紧张局势的反应。1609年至1614年期间，西班牙国王通过一系列影响西班牙各王国的法令系统地驱逐摩里斯科人，取得了不同程度的成功。仅在1492年至1610年间，就有约300万穆斯林离开或被驱逐出西班牙。